# Terminus Nunatak
Terminus Nunatak är en nunatak i Antarktis. Den ligger i Västantarktis. Argentina, Chile och Storbritannien gör anspråk på området. Toppen på Terminus Nunatak är 670 meter över havet.
Terrängen runt Terminus Nunatak är platt åt nordost, men åt sydväst är den kuperad. Havet är nära Terminus Nunatak åt nordväst. Trakten är obefolkad. Det finns inga samhällen i närheten.